# Clark County, Nevada
Clark County är ett administrativt område i delstaten Nevada, USA. År 2010 hade countyt  1 951 269 invånare, vilket gör Clark County till det i särklass mest befolkade countyt i delstaten Nevada. Då countyt har haft en mycket kraftig befolkningsökning de senaste decennierna uppskattade United States Census Bureau att countyt år 2009 hade en befolkning på drygt 1,9 miljoner.
Den administrativa huvudorten (county seat) är Las Vegas. 

## Geografi
Enligt United States Census Bureau har countyt en total area på 20 956 km². 20 487 km² av den arean är land och 466 km² är vatten. 
Hooverdammen, Harry Reid International Airport samt både Creech och Nellis Air Force Base är belägna i countyt. 

### Angränsande countyn
- Lincoln County, Nevada - nord
- Nye County, Nevada - väst
- Inyo County, Kalifornien - sydväst
- San Bernardino County, Kalifornien - syd
- Mohave County, Arizona - öst

## Städer
- Boulder City
- Henderson
- Las Vegas
- North Las Vegas
- Mesquite

### Byar (urval)
- Goodsprings
- Primm